# Place de la Verrerie
La place de la Verrerie est une voie de la commune française de Rouen.

## Situation et accès
La place de la Verrerie est située dans le quartier Saint-Sever à Rouen. Elle constitue un accès au centre commercial Saint-Sever. Elle est connectée à l'avenue de Bretagne.

## Origine du nom
La place porte la mémoire de l'industrie de la verrerie, implantée en 1598, avec l'objectif de concurrencer l'offre vénitienne et de relancer le commerce à Rouen après les guerres de religion,.

## Historique
L'industrie est repérée sur le plan de Jacques Gomboust de 1655 par le terme verrie, au sud du pré aux Anglois (de nos jours rue de la Pie aux Anglais).
Alors que l'industrie verrière de la région parisienne se développe entre 1515 et 1665, vient le tour de Nevers et Rouen, création de citoyens venus de Mantoue, suivis en 1605 d'un Aixois qui reçoit un privilège étendu à tout le ressort du parlement de Normandie. Les expériences dites de Rouen de 1646-1647 sur le vide menées par Blaise Pascal (dont une rue du quartier Saint-Sever n'est pas éloignée de la place de la Verrerie), si elles sont contestées, mettent à l'honneur la réputation de la verrerie rouennaise.
Le privilège du métier de verrier est si attractif qu'Antoine Girard († 1624), père du poète Marc-Antoine Girard de Saint-Amant, y investira. Le fils, quant à lui, dut y renoncer par arrêt du Parlement.
La « manufacture royale de cristaux » perdure sous ce nom jusqu'à la mort de son propriétaire en 1739. Les fours brûlent encore jusqu'en 1768.

## Bâtiments remarquables et lieux de mémoire
- Centre Saint-Sever
- Bibliothèque Saint-Sever